# 喜多哲士
喜多 哲士（きた てつじ、1962年9月6日 -）は、日本のSF作家、童話作家、書評家、大阪府教諭。

## 経歴・人物
京都府京都市出身。立命館大学産業社会学部卒業。大学在学中の1984年6月に「高男くん」で『SFワールド』誌（双葉社）に作家デビュー。その後『SFアドベンチャー』で書評家デビューを果たし、『SFマガジン』などに寄稿した。1996年に雑誌『おひさま』に作品を発表し、童話作家としても活動した。ファンタジー作家の水野良とは大学時代の同期生にあたる。

## 受賞歴
- 1996年、第1回おひさま大賞優秀賞 (「おどりじいさん」)

## 作品リスト
- 高男くん「ＳＦワールド５」（双葉社）1984年6月（きたてつじ名義）
- おどりじいさん「おひさま1995年8月号」（小学館）
- おおごえこぞう「おひさま1998年7月号」（小学館）
- 星の種「ＳＦマガジン2002年6月号」（早川書房）